# اسماعیل‌لی (کردامیر)
اسماعیل‌لی (به لاتین: İsmayıllı) یک منطقه مسکونی در جمهوری آذربایجان است که در شهرستان کردامیر واقع شده است. اسماعیل‌لی ۹۹ نفر جمعیت دارد.